# Jüchen
Jüchen là một đô thị ở Rhein-Kreis Neuss, trong bang Nordrhein-Westfalen, Đức. Đô thị này có cự ly khoảng 17 km về phía tây nam của Neuss và 10 km về phía đông nam của Mönchengladbach.